# Lkn
LKN, es el seudónimo de un artista urbano navarro. Es apodado el Banksy foral ya que al igual que el famoso grafitero, LKN mantiene su identidad en el anonimato. Aparte de su lugar de nacimiento y su ocupación laboral, no se conocen otros detalles de su biografía, es nacido en Pamplona y Diseñador gráfico de profesión, es reconocido en la capital navarra por representar sus obras artísticas en la calle.

## Trayectoria
En sus inicios como artista urbano en 2019, la temática de sus obras se centró principalmente en el ámbito futbolístico local. Posteriormente, además del fútbol, comenzó a tratar la política local navarra en su obra. 
Realizó su primera exposición el 31 de marzo de 2021 en el Palacio del Condestable de Pamplona. Dicha exposición presentó 22 réplicas de las obras originales del artista, junto con un video que mostraba varios de los reportajes que se hicieron sobre su figura.

## Técnica
La técnica que utiliza LKN para la elaboración de sus obras comienza en el ordenador. En él elabora los diseños que posteriormente plasma en el recinto urbano. Una vez acabado el diseño, lo imprime en varias imágenes de papel a tamaño A3 y las une a modo de rompecabezas. Ya con la forma final de cada una de sus obras, utiliza un rodillo y cola transparente para adherirlos a superficies como paredes, vallas publicitarias, puertas, etc. La fragilidad de los propios materiales que utiliza LKN en sus trabajos hace que estos sean efímeros y fáciles de eliminar. Su modus operandi es siempre el mismo, actuar de forma clandestina y durante la noche realizando su trabajo como artista urbano.

## Obras más destacadas
Sus obras se centran en representar a jugadores del Club Atlético Osasuna, entre ellas una imagen que muestra a Roberto Torres santificado y con cuya imagen debutó LKN como artista urbano. A esta la siguió La creación de Jagoba entre otras, en la que aparece representado el entrenador del club Jagoba Arrasate junto con el delantero del Club Atlético Osasuna Chimy Ávila, imitando La creación de Adán de Miguel Ángel. Su obra de temática política más destacada es la que imita al mural Mein Gott hilf mir, diese todliche Liebe zu uberleben de Dmitri Vrúbel, en la que se representa satíricamente el beso entre Leonid Brézhnev y Erich Honecker. Por su parte, LKN reproduce la misma escena con la presidenta del Gobierno de Navarra, María Chivite, y la parlamentaria de EH Bildu, Bakartxo Ruiz. A raíz de que dos miembros de la Policía Foral de Navarra destruyeran dicha obra que LKN colocó previamente frente al Parlamento de Navarra, el artista repitió la misma obra pero esta vez con dos policías forales como protagonistas.
En general, sus obras buscan generar un arte transgresivo y polémico, a través de la representación de temas relacionados con la actualidad futbolística y política de Navarra. 